# Ömer Güven
Ömer Halis Güven (* 18. April 1994 in Istanbul) ist ein türkischer Fußballspieler, der für Kahramanmaraş Büyükşehir Belediyespor spielt.

## Karriere
Güven kam 1994 im Istanbuler Stadtteil Üsküdar auf die Welt und begann als Zwölfjähriger mit dem Vereinsfußball in der Jugend von Büyükçekmecespor. Hier fiel er den Talentscouts des Istanbuler Traditionsvereins Galatasaray auf und wechselte wenig später in die Jugendabteilung dieses Vereins. Hier spielte er lediglich eine Spielzeit, bevor er in die Jugendabteilung von Damlaspor und nach einem weiteren Jahr in die Jugend des Zweitligisten Kartalspor wechselte. Hier spielte er bis zum Sommer 2012 für die Jugendmannschaften und in der Spielzeit 2011/12 für die Reservemannschaft dieses Vereins, die unter dem Namen Kartalspor A2 geführt wird. Mit dieser konnte er in der TFF A2 Ligi die Meisterschaft erreichen.
Zum Sommer 2012 wechselte er mit einem Profivertrag ausgestattet zum neuen Zweitligisten 1461 Trabzon. Hier spielte er die Hinrunde der Spielzeit für die Reservemannschaft und wurde zur Rückrunde in den Profikader aufgenommen. Am 10. Februar 2013 gab er während der Zweitligabegegnung gegen Adanaspor sein Profidebüt. Nachdem er mit Trabzon zum Sommer 2014 den Klassenerhalt der TFF 1. Lig verfehlt hatte, ging er mit dem Klub in die TFF 2. Lig. Am Ende der Drittligasaison 2014/15 konnte er mit seinem Verein die Play-offs der Liga gewinnen und damit den direkten Wiederaufstieg erreichen.
Im Sommer 2015 wechselte er zum Viertligisten Kahramanmaraş Büyükşehir Belediyespor.

## Erfolge
Mit Kartalspor A2 (Rerservemannschaft)
- Meisterschaft der TFF A2 Ligi: 2011/12

Mit 1461 Trabzon
- Play-off-Sieger der TFF 2. Lig und Aufstieg in die TFF 1. Lig: 2014/15